# マリツァ・サヤレロ
マリツァ・サヤレロ・フェルナンデス（Maritza Sayalero Fernández, 1961年2月16日 - ）は、ベネズエラのモデル。カラカス出身。ミス・ユニバース1979として知られる。

## 経歴
1961年2月16日、父フランシスコ・サヤレロと母グロリア・フェルナンデスの間に生まれる。
ベネズエラ中央大学(UCV)入学、建築学を学ぶ。1学期で中退。
1979年5月16日、Miss Venezuela 1979で優勝、ミス・ユニバース出場資格を得る。
1979年7月20日、オーストラリアのパースで開催された世界大会で、審査員を美貌・体格・親しみで魅了する。優勝。ミス・ユニバース1979となる。ベネズエラ代表として、またクレオールとして初。
ミス・ユニバースの賞品の一部として映画のオーディションを受ける権利もあったが、使わなかった。モデリングのテストは受けた。

### その後
1980年12月6日、メキシコのテニス選手ラウル・ラミレスと結婚。3子を儲ける。
バハ・カリフォルニア州エンセナーダに夫と暮らす。
2010年、「La Banda」というテレビドラマで、息子のDaniel Ramírez Sayaleroと共演。彼の母親役を演じる。

## その他

### ミス・ベネズエラ
最終結果は次の通り。
Miss Venezuela 1979 - Maritza Sayalero
ファイナリスト第1位 - Tatiana Capote（タチアナ・カポーテ）
ファイナリスト第2位 - María Fernanda Ramírez(失格)
ファイナリスト第3位 - Nina Kors
ファイナリスト第4位 - Nilza Moronta
ファイナリスト第5位 - Nidya Centeno
最終結果が発表されたとき、María Fernanda Ramírezは受け入れることができず、ファイナリスト第2位のサッシュ（たすき状の布）を引き裂いた。その場で失格。ミス・インターナショナルの参加資格も失う。彼女の家族は審査員に詰め寄り、Antoinette Nuñezは叩かれ、Luis Toefilo Nuñezは顔に傷を負った。
タチアナ・カポーテはミス・ワールド1979に参加するが、予選水着審査の最中におっぱいが露出してしまう。決勝の前日、Tatianaは失格を言い渡される。彼女の胸の一部を、意図的に不適切に露出させたという理由で。これはベネズエラ代表が国際的なミスコンで失格になった唯一の例であると言われている。

### ミス・ユニバース
1979年、彼女は美容整形していることを公然と認めた。ミス・ユニバース受賞者として初。彼女を推したOsmel Sousa は、大きくて目立つ鼻を唯一の欠陥とみなした。 
1979年7月11日、アメリカの宇宙ステーションSkylabが墜落、破片はオーストラリアにも落下した。比較的大きな破片がミス・ユニバース会場に展示された。
1979年7月20日、戴冠の最中にカメラマンとレポーターがステージに殺到した結果、ステージの一部に穴が開き、何人かのミスが穴に落ちた。マルタ代表Dain Borg Bartoloとトルコ代表Fusan Tahire Demirtanは脳震盪で病院に搬送された。マリツァは就いたばかりの王座から手を伸ばし、その結果コロンビア代表Ana Milena Parra Turbayは穴に落ちずに済んだ。

## 私生活とゴシップ
ジャーナリストのNatalia Sayalero（1967年12月18日 - 2016年8月25日）は姉妹である。
スペインの女優・歌手のSarita Montielは、母のいとこである。